# برج حيدر
برج حيدر (بالكردية: Birc Ĥêder‏) هي قرية سوريّة تتبع إداريّاً لمحافظة حلب منطقة عفرين ناحية مركز عفرين. بلغ تعداد سكانها 616 نسمة حسب التعداد السكاني لعام 2004، و949 نسمة حسب قيود السجل المدني لنهاية عام 2005.

## أهم آثار برج حيدر
المدن المنسية في شمال سوريا"
موقع «برج حيدر» الأثري في جبل سمعان:
تقع قرية «برج حيدر» إلى الشمال الشرقي من قلعة «سمعان» بنحو /7/ كم وجنوب مدينة «عفرين» بنحو /25/ كم وهي قرية مبنية وسط مجموعة من الآثار المختلفة، كما تُعتبر من القرى الأثرية الهامة في جبل سمعان وتتبع إدارياً لناحية المركز في مدينة «عفرين».
سُميت باسم «برج حيدر» نسبة لأحد المالكين الذي سكنها منذ قرنين من الزمن وكان اسمه «حيدر»، أما بالنسبة إلى اسمها القديم فقد أرخت إحدى الكتابات إدخال القرية ضمن المخطط الكادسترائية (الخرائط الطبوغرافية) عام \298\ تحت مسمى «كابروكيرا Kaprokera»، وتحتوي القرية عدداً كبيراً من المباني الدينية، وهي «بازيليكا الرومانية» من القرنين الرابع والسادس، إضافة لدير صغير وكنيستين لهما صحن وحيد من القرن السادس، وتتوضع جميعها خارج القرية، كما تبيّن الكتابة السريانية على الجدار الشرقي اسم «الناسك العازر» الذي كان يقيم عليه، أما بالنسبة للبرج الخاص بالعبادة الذي يبلغ ارتفاعه /11/ متراً فقد تم تحويله في القرون الوسطى إلى حصن دفاعي متين.
الباحث الأثري: نايف القدور